# South West Solitary Island
South West Solitary Island är en ö i Australien. Den ligger i delstaten New South Wales, i den sydöstra delen av landet, omkring 450 kilometer nordost om delstatshuvudstaden Sydney.
Genomsnittlig årsnederbörd är 1 716 millimeter. Den regnigaste månaden är januari, med i genomsnitt 287 mm nederbörd, och den torraste är oktober, med 24 mm nederbörd.